# André Corap
André Corap, né le 15 janvier 1878 à Pont-Audemer
et mort le 15 août 1953 à Fontainebleau, est un général français. Décoré de la croix de guerre pendant la Première Guerre mondiale et la guerre du Rif, il commande la 9e armée française détruite sur la Meuse par la Wehrmacht en mai 1940. Il est tenu pour responsable de la rupture du front à Sedan  et le général Gamelin le remplace  le 15 mai par le général Giraud.

## Biographie

### Famille
Né à Pont-Audemer en Normandie, il est le fils d'Athanase Corap, tailleur d'habits, et d'Arolie Armeline Groult. Il se marie à Fontainebleau le 31 mai 1920 avec Jeanne Cécile Marin-Darbel. De cette union naissent deux fils : Albert et Michel.

### Formation
Engagé volontaire le 31 octobre 1896, il intègre l'École spéciale militaire de Saint-Cyr (promotion Première des Grandes Manœuvres). En 1898, il sort major de sa promotion et choisit les Tirailleurs algériens. Il effectue l'essentiel de sa carrière comme officier en Algérie et au Maroc.
En 1905, il est admis à l'École supérieure de guerre.
Il est nommé chevalier de la Légion d’honneur en 1913.

### Première Guerre mondiale
Capitaine de Zouaves en 1914, il est principalement employé à l'état-major pendant la Première Guerre mondiale, sous les ordres de Foch puis de Pétain.

### Guerre du Rif
Colonel durant la guerre du Rif, il se distingue en recevant en 1926 la reddition du chef des insurgés rifains, le cadi Abd el-Krim.

### Officier général
Le 28 avril 1929, il est nommé général de brigade, le 6 septembre 1933 général de division et moins de deux ans plus tard, le 30 avril 1935 général de corps d'armée.
Il retourne au Maroc comme commandant supérieur des troupes (CSTM) de juin 1935 jusqu’en novembre 1937. Il est élevé à la dignité de grand officier de l'ordre de la Légion d'honneur le 30 juin 1937.
De retour en France, il est nommé fin 1937, commandant de la 2e région militaire à Amiens, poste qu'il occupe au moment où éclate la Seconde Guerre mondiale.

### Seconde Guerre mondiale
Pendant la Drôle de guerre, en janvier 1940, il est nommé général d'armée à titre temporaire et puis nommé à la tête de la 9e armée.
Chargé de défendre un secteur de l'Ardenne française, de Pont-à-Bar près de Donchery jusqu'à la jonction, à gauche, avec l'armée du général André Georges Corap, le général Charles Huntziger subit la percée de Sedan qui va s'étendre jusqu'à Dinant le 13 mai 1940. Pourtant, depuis le 10 mai, date de l'attaque allemande en Ardenne belge, la résistance à la frontière des Chasseurs ardennais de l'armée belge, notamment à Martelange, Bodange, Chabrehez et les difficultés rencontrées par la Wehrmacht, du fait des obstacles installés par le génie belge dans une région accidentée au réseau routier étroit et sinueux, avaient donné deux jours de répit à Huntziger pour se préparer,. Mais les troupes françaises qu'il commande étaient composées de réservistes mal entraînés et mal équipés et le front français fut percé à la limite de la IIe armée d'Huntziger et de la IXe du général Corap. Dès lors, celui-ci estime ne plus pouvoir tenir ses positions car il n'avait plus de liaisons vers Sedan et se voit débordé sur sa droite alors qu'il est aussi débordé au centre. Il ordonne alors un repli précipité de ses unités mobiles qui se trouvaient entre Givet et Gembloux sur la position fortifiée de la frontière française, ce qui menaçait la Ire armée en Belgique qui combattait aux côtés de l'armée belge. Ce mouvement oblige la Ire armée et les Belges à abandonner leurs positions sur la trouée de Gembloux, le 15 mai, pour se replier sur la rive gauche de l'Escaut. Tenu pour responsable de la rupture du front ("Percée de Sedan"), Corap est remplacé le 15 mai par le général Giraud.
Pourtant, le général Corap n'avait cessé de signaler à l'état-major, en vain, l'insuffisance en hommes et en matériel sur ce front et la vulnérabilité qui en résultait. Les stratèges français avaient doté ce secteur d'éléments fixes des IIe et IXe armées avec des divisions de série B, mal équipées en matériel moderne. La stratégie hasardeuse de la manœuvre "Dyle-Bréda", conçue par le général en chef Maurice Gamelin, et le sentiment que les monts et forêts ardennais empêcheraient les Allemands de tenter une opération d'envergure dans le secteur Givet/Longuyon furent ainsi les principales causes du désastre militaire. Or, c'est dans ce secteur que les Allemands concentrèrent une force considérable en matériels modernes (avions, chars…) et en troupes d'élite de haute valeur combative. C'est la défaite de la IIe armée du général Charles Huntziger, et plus précisément celle de la 55e division d'infanterie du général Lafontaine, qui entraînent le général Corap à faire décrocher ses troupes des positions qu'elles tenaient, à peine après quelques heures de combat.
Le 1er juillet 1940, il est versé dans le cadre de réserve.
Son fils, le sous-lieutenant Albert Corap du 12e régiment de cuirassiers de la 2e DB est tué le 21 novembre 1944 lors du combat de Schalbach.
Mort à Fontainebleau le 15 août 1953 , le général Corap y est inhumé le 19 août.

## Décorations

### Décorations françaises
Grand officier de la Légion d'honneur (décret du 30 juin 1937)

 Croix de guerre 1914-1918, palme de bronze (citation à l'ordre de l'armée le 24 février 1919)

 Croix de guerre des Théâtres d'opérations extérieurs avec palme.

 Médaille coloniale (avec agrafe Maroc)

 Médaille commémorative du Maroc (avec agrafes Oudjda et Maroc).

 Médaille interalliée de la Victoire.

 Médaille commémorative de la guerre 1914-1918

### Décorations étrangères
Officier de l'ordre du Ouissam alaouite (Maroc).

 Chevalier du Nichan Iftikhar (Tunisie, le 13 février 1914).

 Ordre du Service distingué (Royaume-Uni, le 20 février 1919).

 Officier de l'ordre de Léopold (Belgique, le 26 avril 1920).

 Officier de l'ordre Polonia Restituta (Pologne).

Médaille Bene Merentibus (Pologne).